# Straight (Album)
Straight ist das erste Soloalbum des deutschen Sängers Tobias Regner. Der Gewinner der dritten Staffel von Deutschland sucht den Superstar bewegt sich stilistisch in der Rock-Szene.

## Erfolg
Das Album erreichte in der Woche vom 12. bis 18. Mai 2006 Platz eins der deutschen Albumcharts. Ein halbes Jahr nach Erscheinen durchbrach es zudem die Grenze von 100.000 verkauften Alben und erreichte somit Goldstatus.

## Single-Auskopplungen

### I Still Burn
Das Lied wurde von Peter Wright und Jess Cates geschrieben. Es ist der Siegertitel von Regner aus dem Finale von Deutschland sucht den Superstar am 18. März 2006, bei dem der Titel auch zum ersten Mal vorgetragen wurde. Der Song war nicht direkt für Regner komponiert worden, sondern wurde vorab von RTL eingekauft. I Still Burn fand aber dennoch allgemeinen Zuspruch. Nach seiner Veröffentlichung am 24. März erreichte der Song am 7. April Platz eins der deutschen Singlecharts, wo er sich bis zum 5. Juni halten konnte. Außerdem erreichte er auch in der Schweiz und Österreich die Chartspitzen.

### She’s So
Vom Stil her ist der Song viel rockiger als die Ballade I Still Burn. Viele Fans nahmen Anstoß an dem Musikvideo, in dem Regner sich wild mit einer Frau küsst und auf einem Bett wälzt. Es wurde ihm vorgeworfen, mit dieser Selbstdarstellung sich selbst untreu geworden zu sein.

### Cool without You
Der deutsche Titelsong des US-amerikanischen Zeichentrickfilms Jagdfieber wurde am 3. November 2006 veröffentlicht. Er ist nur auf der Re-Edition von Straight enthalten.

## Inhalt
Das Album war zunächst in drei verschiedenen Versionen erhältlich: Die Basic Edition enthält alle zwölf Titel, aber kein Booklet. Die Standard Edition besteht aus Booklet, der CD und dem Zusatzsong My First Time. Die Premium Edition enthält neben dem Zusatzsong auch I Still Burn in einer zusätzlichen Akustikversion. Außerdem gibt es auf dieser CD auch das Musikvideo zu I Still Burn und eine Fotogalerie.
Am 17. November 2006 kam die Re-Edition des Albums auf den Markt. Diese Auflage enthält die dritte Single Cool without You, alle bisher gedrehten Musikvideos und drei neue Songs mit den Titeln Who Wants the World, Colour-blind und Succeed.

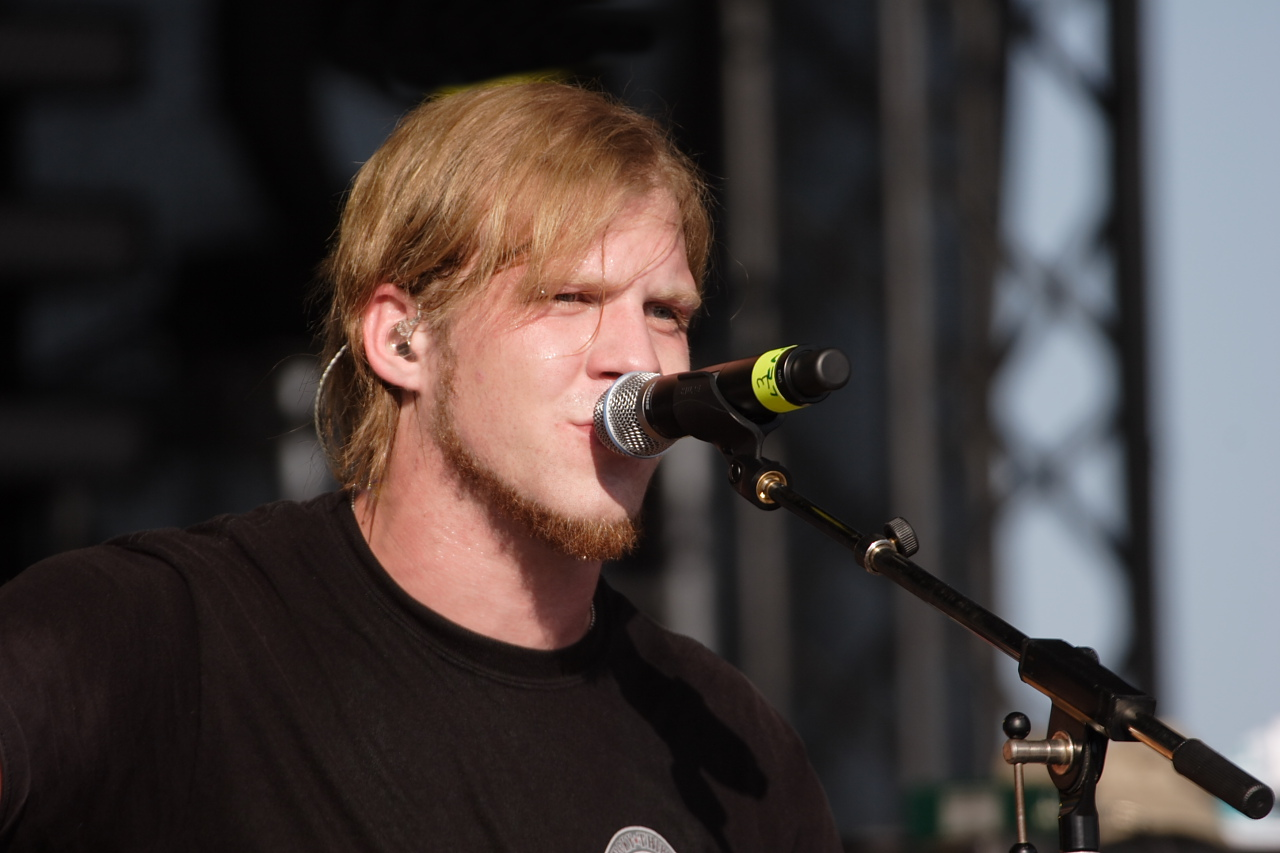
Tobias Regner

## Konzert-Tour
Zusammen mit seinem DSDS-Mitstreiter Mike Leon Grosch ging Tobias Regner 2006 auf eine einmonatige Deutschland-Tour mit dem Titel Absolute Straight. Die zwei Wörter dieses Namens entsprechen den Albumtiteln von Grosch ( Absolute) und Regner. Das letzte Konzert fand am 14. Juni in Braunschweig statt.